# Ormia wygodzinskyi
Ormia wygodzinskyi là một loài ruồi trong họ Tachinidae.